# فهد بن عبد الله بن محمد بن سعود الكبير
صاحب السمو الأمير فهد بن عبد الله بن محمد بن سعود الكبير، الرئيس السابق للهيئة العامة للطيران المدني السعودي. والدته هي الأميره صيتة بنت عبد العزيز آل سعود.

## نبذه
يعد الأمير فهد بن عبد الله ابنا للطيران المدني من خلال خبراته العسكرية وبداياته كطيار حربي، ومن ثم تدرجه في وظيفته الإدارية، مرورا بإدارته للعمليات الحربية التي تعتبر موقعا استراتيجيا مهما في القطاع العسكري، حتى توليه منصب مساعد وزير الدفاع والطيران لشؤون الطيران المدني. في عهده تمت عملية تحويل الهيئة من حكومية بحتة إلى مستقلة عن ميزانية الدولة.

### رئيسا الهيئة العامة للطيران المدني 2011م
صدر الأمر الملكي يوم السبت 8 ذو الحجـة 1432هـ بتعيين الأمير فهد بن عبد الله بن محمد رئيسًا للهيئة العامة للطيران المدني بمرتبة وزير فترة حكم خادم الحرمين الشريفين الملك عبد الله بن عبد العزيز، كان من ضمنها أيضًا أن يكون رئيس الهيئة العامة للطيران المدني رئيسًا لمجلس إدارة الهيئة العامة للطيران المدني، ويعاد تشكيل المجلس تبعًا لذلك، على أن تنقل مهام ومسؤوليات الطيران المدني من وزارة الدفاع إلى الهيئة العامة للطيران المدني، وينقل تبعًا لذلك الموظفون العاملون في هذا المجال والممتلكات والوثائق والمخصصات والاعتمادات المالية المتعلقة بذلك.

## الأسرة
متزوج من الأميرة نورة بنت فهد بن خالد بن محمد بن عبد الرحمن آل سعود وله من الأبناء:
- الأميرة أروى. متزوجة من الأمير نايف بن عبد الله بن سعود بن عبد العزيز آل سعود
- الأميرة عريب
- الأمير سعود. كان متزوج من الأميرة سارة بنت محمد بن نايف بن عبد العزيز آل سعود وله من الأبناء الأمير عبد الله، ومتزوج من الأميرة عبير بنت جلوي بن سعود بن عبد العزيز آل سعود[3] وله من البنات الأميرة نوف، الأميرة صيتة، والأميرة لولوة
- الأميرة سارة
- الأميرة الجوهرة
- الأمير تركي متزوج من كريمة الأمير مشعل بن ماجد بن عبد العزيز آل سعود.
- الأمير فيصل

له كريمة متزوجة من الأمير تركي بن خالد بن فيصل بن سعد الأول بن عبد الرحمن بن فيصل آل سعود ولها من الأبناء الأميرة مضاوي ، الأمير محمد (متزوج من الأميرة لولو بنت تركي بن خالد بن عبدالله بن محمد آل سعود) ، الأميرة هيفاء ، الامير عبدالله.
وله كريمة متزوجة من الأمير سلمان بن فيصل بن سلمان بن محمد آل سعود.